# 赤水 (臺灣)
赤水，是臺灣南投縣名間鄉的一個傳統地域名稱，位於該鄉西部。相較於今日行政區，其範圍大致包括赤水村南部、大坑村南部凸出部分及東南部凸出部分、竹圍村。

## 歷史
台灣清治末期至日治初期，赤水地區為一街庄，稱為「赤水庄」，隸屬於武東堡。該庄北與皮仔藔庄、田仔庄為鄰，東與下新厝庄、頂新厝庄為鄰，南邊為弓鞋庄，西邊為內灣庄。
1901年（日治明治三十四年）11月，全台廢縣廳改設二十廳，該庄隸屬於南投廳。1903年（明治三十六年）6月，該庄編入「皮仔寮區」，隸屬於南投廳。1909年（明治四十二年）10月，合併二十廳為十二廳，皮仔寮區仍隸屬於南投廳。1920年（大正九年），全台地方制度大改正，廢十二廳改設五州二廳，該庄改制為「赤水」大字，隸屬於臺中州南投郡名間庄。
戰後名間庄改制為名間鄉，隸屬於臺中縣，大字亦改制為村。1950年10月，中、彰、投分治，名間鄉改隸屬南投縣。

## 聚落
本地區發展較早的聚落有井仔頭、羗仔園、赤水、下竹帷（竹圍）、井底藔、出林虎等，在日治期初期的官方地圖上已有記載。

## 交通
縣道139乙線（瓦厝巷、南田路、名松路二段）是橫山至名間的道路，大致以北北東—南南西走向由赤水地區北部邊界西側入境後直行，其後轉南南東至縣道150號路口轉西南與其共線，至名松路二段路口轉南南西獨行，其後轉南南東再轉南南西再西南出境。由該道路向北北東轉西北西再轉北微東可前往皮子寮、廍下、許厝寮東端、許厝寮與西施厝坪交界地帶、西施厝坪地區南部橫山聚落北郊並止於縣道139號轉角路口；向西南繞大彎轉東南再轉南可前往弓鞋、松柏坑、頂新厝、名間並止於省道台3線路口。
縣道150號（中南路一段、南田路）是芳苑至南投的道路，大致以西北西—東南東走向由本地區西部邊界中央偏南入境後，繞彎道轉東北至縣道139乙線路口續行與其共線，至瓦厝巷路口續大致沿同向獨行，其後蜿蜒而行以至出境。由該道路向西北西蜿蜒而行可前往田中、北斗、埤頭、二林、芳苑等地；向東北繞大彎轉西北再繞大彎轉東北東可前往皮子寮、廍下東南端、大庄、茄苳腳並止省道台3線路口，也是省道台14乙線終點路口。
鄉道投29線（竹圍巷）是茄苳腳至赤水的道路，其西南側端點位於本地區西部赤水聚落東郊的鄉道投36線路口。由此向東北轉東微南蜿蜒而行，其後轉東微北再轉東北於本地區北部邊界東側出境後，可於皮子寮東南端經鄉道投34線路口前往田子、田子與新街交界地帶、新街與大庄交界地帶、茄苳腳南側並止於縣道150號路口。
鄉道投34線（武東巷）是錦梓至頂新厝的道路，大致以西北—東南走向經過本地區東北部凸出部分。由該道路向西北轉西南再轉西北西經鄉道投29線路口後可前往其皮子寮北部偏西並止於縣道139乙線路口；由此向東南可前往頂新厝東北部並止於鄉道投31線、投36線交叉路口。
鄉道投36線是赤水至中山的道路，其西側端點位於本地區西部赤水聚落東北部的縣道139乙線路口。由此向東南東出聚落後，經鄉道投29線終點路口後續行，再經出林虎聚落、鄉道投36-1線終點路口後，於本地區東部邊界南側出境後，經鄉道投37線起點路口後可前往頂新厝北部、下新厝南端、名間市區西北郊並止於縣道139乙線另一路口。
鄉道投36-1線是口寮至出林虎的道路，其東側端點位於本地區東南部出林虎聚落東郊的鄉道36線路口。由此向西南出境後，轉西再轉西南西可前往弓鞋地區中央偏西的口寮聚落並止於縣道139乙線路口。